# Notalina nigra
Notalina nigra är en nattsländeart som först beskrevs av Mosely in Mosely och Douglas E. Kimmins 1953.  Notalina nigra ingår i släktet Notalina och familjen långhornssländor. Inga underarter finns listade i Catalogue of Life.